# Duque de Edimburgo
Duque de Edimburgo, derivado da capital da Escócia, Edimburgo, é um título que teve quatro criações no Pariato da Grã-Bretanha e do Reino Unido desde 1726.
Com a morte do Príncipe Filipe, marido e o consorte real da Rainha Elizabeth II, em 9 de abril de 2021, seu filho mais velho, o Rei Carlos III, passou a ser o Duque de Edimburgo.
Em 10 de março de 2023, o Rei Carlos III fez do então conde de Wessex o novo Duque de Edimburgo.

## História

### Criação de 1726
O título foi criado no Pariato da Grã-Bretanha em 26 de julho de 1726 pelo rei George I, que o concedeu a seu neto, o príncipe Frederico, que também se tornou Príncipe de Gales no ano seguinte. Os títulos subsidiários do ducado eram Barão de Snowdon, no Condado de Caernarvon, Visconde de Launceston, no Condado de Cornwall, Conde de Eltham, no Condado de Kent, e Marquês da Ilha de Ely. Esses títulos também estavam no Pariato da Grã-Bretanha. O marquês foi aparentemente erroneamente declarado marquês da Ilha de Wight, embora Marquês da Ilha de Ely fosse o título pretendido. Em edições posteriores da London Gazette, o duque é referido como o marquês da Ilha de Ely. Após a morte de Frederico, os títulos foram herdados por seu filho, o príncipe George. Quando o príncipe George se tornou rei George III em 1760, os títulos "fundiram-se na Coroa" e deixaram de existir.

### Criação de 1866
A rainha Vitória recriou o título, desta vez no Pariato do Reino Unido, em 24 de maio de 1866 para seu segundo filho, o príncipe Alfredo, em vez de Duque de York, o título tradicional do segundo filho do monarca. Os títulos subsidiários do ducado eram Conde de Kent e Conde de Ulster, também no Pariato do Reino Unido. Quando Alfredo se tornou duque de Saxe-Coburgo e Gotha em 1893, ele manteve seus títulos britânicos. Seu único filho Alfredo, Príncipe-Hereditário de Saxe-Coburgo-Gotha, cometeu suicídio em 1899, então o Ducado de Edimburgo e títulos subsidiários foram extintos.

### Criação de 1947
O título foi criado pela terceira vez em 19 de novembro de 1947 pelo rei Jorge VI, que o concedeu a seu genro Filipe Mountbatten, quando ele se casou com a princesa Elizabeth. Posteriormente, Elizabeth foi denominada "Sua Alteza Real a princesa Elizabeth, duquesa de Edimburgo" até sua ascensão em 1952. Os títulos subsidiários do ducado são conde de Merioneth e barão de Greenwich, de Greenwich, no condado de Londres. Como o ducado, esses títulos também estão no Pariato do Reino Unido. No início daquele ano, Filipe renunciou a seus títulos reais gregos e dinamarqueses (ele nasceu príncipe da Grécia e da Dinamarca, sendo neto de linhagem masculina do rei George I dos Helenos e bisneto de linha masculina do rei Christian IX da Dinamarca) junto com seus direitos ao trono grego. Em 1957, Filipe se tornou um Príncipe do Reino Unido. Após sua morte em 9 de abril de 2021, seu filho mais velho, Carlos, Príncipe de Gales, sucedeu a todos os seus títulos hereditários.

### Criação de 2023
No 59.º aniversário do Conde de Wessex, o Príncipe Eduardo, no dia 10 de março de 2023, foi nomeado por seu irmão, o Rei Carlos III, como Duque de Edimburgo, título que anteriormente tinha sido detido por seu pai, o falecido Príncipe Felipe. Nesta criação, este título é vitalício, portanto não será herdado pelos descendentes do Duque de Edimburgo.

## Duques de Gloucester e Edimburgo (1764)
Títulos subsidiários: Conde de Connaught (no Pariato da Irlanda)
| Nome | Retrato          | Nascimento                                                                                           | Casamento                                                        | Morte                                                      |
| --- | ---------------- | --- | ---------------------------------------------------------------- | ---------------------------------------------------------- |
| Guilherme Henrique Casa de Hanôver 1726–1751 também: Marques das Ilhas de Ely, Conde Eltham, Visconde Launceston, Barão Snowdon (1726–1729); Príncipe de Gales (1729) | Prince Frederick | 1 de fevereiro de 1707 Leineschloss, Hanôver Filho de Jorge II da Grã-Bretanha e Carolina de Ansbach | Augusta de Saxe-Gota 17 de abril de 1736 9 filhos                | 31 de março de 1751 (44 anos) Leicester House, Westminster |
| Principe Jorge Casa de Hanôver 1751–1760 also: Marques das Ilhas de Ely, Conde Eltham, Visconde Launceston, Barão Snowdon (1751–1760); Príncipe de Gales (1751)       | Prince George    | 4 de junho de 1738 Norfolk House, Filho de Frederico, Príncipe de Gales e Augusta de Saxe-Gota       | Carlota de Mecklemburgo-Strelitz 8 de setembro de 1761 15 Filhos | 29 de janeiro de 1820 (81 anos) Castelo de Windsor         |
| O príncipe George sucedeu como Jorge III em 1760 após a morte de seu avô, e seus títulos se fundiram com a coroa.                                                     |                  | |                                                                  |                                                            |

## Duques de Edimburgo, segunda criação (1866)
Títulos subsidiários: Conde de Kent, Conde de Ulster
| Nome | Retrato       | Nascimento                                                                                            | Casamento                                                   | Morte                                         |
| --- | ------------- | --- | ----------------------------------------------------------- | --------------------------------------------- |
| Príncipe Alfredo Casa de Saxe-Coburgo-Gota 1866–1900 também:Conde de Kent e Conde de Ulster                                                | Prince Edward | 6 de agosto de 1844 Castelo de Windsor Filho de Alberto de Saxe-Coburgo-Gota e Vitória do Reino Unido | Maria Alexandrovna da Rússia 23 de janeiro de 1874 6 filhos | 30 de julho de 1900 (55 anos) Palácio Rosenau |
| O príncipe Alfredo e a grã-duquesa Maria tiveram um filho, que faleceu antes dele; e todos os seus títulos extinguiram-se com a sua morte. |               | |                                                             |                                               |

## Duques de Edimburgo, terceira criação (1947)
Títulos subsidiários: Conde de Merioneth, Barão Greenwich
| Nome | Retrato        | Nascimento                                                                                               | Casamento | Morte                                           |
| --- | -------------- | --- | --- | ----------------------------------------------- |
| Príncipe Filipe Casa de Mountbatten 1947–2021 também:Conde de Merioneth, Barão Greenwich                                                        | Prince Philip  | 10 de junho de 1921 Corfu Filho de André da Grécia e Dinamarca e Alice de Battenberg                     | Isabel II do Reino Unido 20 de novembro de 1947 4 filhos                                                                     | 9 de abril de 2021 (99 anos) Castelo de Windsor |
| Carlos III Casa de Windsor 2021-2022 também:Príncipe de Gales, Duque da Cornualha, Duque de Rothesay                                            | Prince Charles | 14 de novembro de 1948 Castelo de Windsor Filho de Filipe, Duque de Edimburgo e Isabel II do Reino Unido | Diana, Princesa de Gales 29 de julho de 1981 - 28 de agosto de 1996 2 filhos Camila, Duquesa da Cornualha 9 de abril de 2005 |                                                 |
| O príncipe Carlos ascendeu e passou a ser conhecido como Rei Carlos III em 2022, após a morte de sua mãe. Seus títulos se fundiram com a coroa. |                | | |                                                 |

## Duques de Edimburgo, quarta criação (2023)
Títulos subsidiários: Conde de Wessex, Conde de Forfar e Visconde de Severn
| Nome | Retrato       | Nascimento                                                                                               | Casamento                                      | Morte |
| --- | ------------- | --- | ---------------------------------------------- | ----- |
| Eduardo 2023–presente (somente vitalício) Casa de Windsor 1999–presente também:Conde de Wessex (1999) Conde de Forfar (2019) Visconde de Severn (1999) | Prince Edward | 10 de março de 1964 Palácio de Buckingham Filho de Filipe, Duque de Edimburgo e Isabel II do Reino Unido | Sophie Rhys-Jones 19 de junho de 1999 2 filhos |       |
| O ducado será mantido durante a vida do príncipe Eduardo como um título de nobreza não hereditário.                                                    |               | |                                                |       |